# Dani Ornellas
Danielle Ornelas (Duque de Caxias, 25 de julho de 1978), é uma atriz brasileira.

## Biografia
Danielle Ornelas, artisticamente conhecida como Dani Ornellas, nasceu em Duque de Caxias, Rio de Janeiro, em 25 de julho de 1978. Inicia sua carreira no Teatro Escola O Tablado, atuando em Ópera do Malandro, com supervisão de Maria Clara Machado.
No cinema, desponta com sua atuação em "Filhas do Vento", de Joel Zito, recebendo o Prêmio de Melhor Atriz no Festival de Cinema de Macapá/2005. Em seguida recebe prêmio por sua atuação nos filmes: “Filhas do Vento” e “Cruz e Sousa, o Poeta do Desterro”, no Festival Internacional do Cinema Negro de São Paulo/2005.
Ainda no cinema, destacam-se seus trabalhos em “O inventor de sonhos”, direção de Ricardo Nauemberg, “Cidade de Deus”, de Fernando Meirelles, “Meteoro”, de Diego de La Teixeira, “Cores e botas”, de Juliana Vicente.
No teatro, atua em "A Propósito de Senhorita Júlia", sob a direção de Walter Lima Jr., "Anjo Negro", de Nelson Rodrigues, direção de Sandro Lucose, "Morte Sobre a Lama", direção de "Ricardo Torres", "Nunca Pensei que ia ver esse dia", direção de Luiz Antônio Pilar, "A Ópera do Malandro", direção de Thais Balloni, "Vestido de Noiva" e "Histórias de JilÚ" ambos sob a direção de Renato Carrera.
Na televisão, participa do elenco da minissérie Suburbia, direção de Luiz Fernando Carvalho, na Rede Globo, Família Imperial, direção de Cao Hamburguer, no Canal Futura, Força Tarefa direção de José Alvarenga Jr., Duas Caras, direção de Wolf Maya, A Padroeira, direção de Roberto Talma, e Cidade dos Homens, todos na Rede Globo.

## Filmografia

### Televisão
| Ano  | Trabalho/Obra                       | Personagem                         | Nota                           |
| ---- | ----------------------------------- | ---------------------------------- | ------------------------------ |
| 2001 | A Padroeira                         | Benta da Silva                     |                                |
| 2004 | Cidade dos Homens                   | Cleide                             |                                |
| 2006 | Paixões Proibidas                   | Rosália                            |                                |
| 2007 | Duas Caras                          | Joseane                            |                                |
| 2009 | Força-Tarefa                        | Michele                            | Episódio: "Lista Negra"        |
| 2010 | A Cor da Cultura                    | Apresentadora                      |                                |
| 2012 | Suburbia                            | Vera                               |                                |
| 2013 | A Grande Família                    | Camila                             | Episódio: "Bebel e sua Moto"   |
| 2013 | Família Imperial                    | Simone                             |                                |
| 2014 | Meu Pedacinho de Chão               | Amância                            |                                |
| 2015 | Questão de Família                  | Rose                               | Episódio: "O Retorno"          |
| 2015 | I Love Paraisópolis                 | Deodora de Fátima Almeida          |                                |
| 2016 | Liberdade, Liberdade                | Jacinta Ferreira, Marquesa de Elba |                                |
| 2018 | Conselho Tutelar                    | Babá                               |                                |
| 2018 | Malhação: Vidas Brasileiras         | Simone Costa                       |                                |
| 2018 | Assédio                             | Juíza Niara Flores                 | Episódio: "O Julgamento"       |
| 2018 | Sob Pressão                         | Daisy                              | Episódio: "27 de novembro"     |
| 2018 | Escola de Gênios[carece de fontes?] | Violeta e Viola                    |                                |
| 2018 | Me Chama de Bruna                   | Rosa                               | Episódio: "8"                  |
| 2019 | Órfãos da Terra                     | Juíza Yolanda Santos               | Episódios: "14–16 de setembro" |
| 2021 | Nos Tempos do Imperador             | Cândida Ephan Maquemba             |                                |
| 2022 | Independências                      | Osória                             |                                |
| 2024 | Pedaço de Mim                       | Betina Camargo                     |                                |
| 2025 | Até Onde Ele Vai                    | Fátima da Silva Cerqueira          |                                |

### Cinema
| Ano  | Título                             | Personagem         | Nota           |
| ---- | ---------------------------------- | ------------------ | -------------- |
| 1998 | Cruz e Sousa - O Poeta do Desterro | Petra Antioquia    |                |
| 2002 | Cidade de Deus                     | Maracanã           |                |
| 2005 | As Filhas do Vento                 | Dorinha            |                |
| 2005 | Popcorn People                     | Caixa              |                |
| 2006 | O Inventor de Sonhos               |                    |                |
| 2007 | Meteoro                            | Maria da Conceição |                |
| 2008 | Hoje tem Ragu                      |                    |                |
| 2010 | Cores e Botas                      | Vanda              | Curta-metragem |
| 2013 | O Inventor de Sonhos               | Dindara            |                |
| 2013 | Mangoré                            |                    |                |
| 2018 | Simonal                            | Maria              |                |
| 2019 | Minha Mãe É uma Peça 3             | Médica             |                |
| 2020 | Modo Avião                         | Antônia            |                |
| 2021 | Doutor Gama                        | Maria Júlia        |                |
| 2022 | Medida Provisória                  | Ruth               |                |
| 2023 | Regra 34                           | Janaína            |                |

## Prêmios e Indicações
| Ano  | Premiação                                  | Categoria                | Nomeação                          | Resultado | Ref   |
| ---- | ------------------------------------------ | ------------------------ | --------------------------------- | --------- | ----- |
| 2004 | Festival de Cinema Negro de São Paulo      | Melhor Atriz             | Cruz e Souza, o Poeta do Desterro | Venceu    | [ 4 ] |
| 2005 | Festival Internacional de Cinema de Macapá | Melhor Atriz Coadjuvante | As Filhas do Vento                | Venceu    | [ 4 ] |
| 2005 | Festival de Cinema Negro de São Paulo      | Melhor Atriz             | As Filhas do Vento                | Venceu    | [ 4 ] |
| 2021 | Festival do Rio                            | Melhor Atriz Coadjuvante | Medida Provisória                 | Indicada  |       |